# Aslög Davidson
Gerda Aslög Birgit Davidson, född 21 september 1898 i Hedvig Eleonora församling i Stockholm, död 28 juni 1966 i Västerleds församling i Stockholm, var en svensk översättare.
Under drygt tre decennier var Davidson en av Sveriges mest anlitade översättare, både av ungdomsböcker (i synnerhet flickböckerna för B. Wahlströms förlag blev många) och vuxenböcker. Sammanlagt torde det röra sig om drygt 100 titlar. Åren 1934–1938 översatte hon tio böcker ihop med översättarlegenden Elsa Thulin, bland annat tre böcker av den populäre norske författaren Trygve Gulbranssen.

## Översättningar (urval)
- Alexandra David-Néel: Bland mystiker och magiker i Tibet (Parmi les mystiques et les magiciens du Thibet) (Geber, 1933)
- Ferenc Molnár: På liv och död (A Pál utcai fiúk) (Geber, 1933)
- Annik Saxegaard: Två rum och kök (To værelser og kjøkken) (B. Wahlström, 1935)
- Ingeborg Möller: Vårfrost: ett romantikeröde (översatt tillsammans med Elsa Thulin) (B. Wahlström, 1936)
- Jacob B. Bull: Jutulskaret (Jutulskaret) (översatt tillsammans med Elsa Thulin) (Geber, 1937)
- David Katz och Rosa Katz: Samtal med barn: socialpsykologiska och pedagogiska undersökningar (Gespräche mit Kindern) (Geber, 1938)
- Thit Jensen: Stygge Krumpen (Stygge Krumpen) (översatt tillsammans med Elsa Thulin) (Geber, 1938)
- George Goodchild: Inspektör McLean vid Scotland Yard (McLean of Scotland Yard) (B. Wahlström, 1938)
- Naomi Jacob: Rampljus (Fade out) (Geber, 1939)
- Willa Cather: Min Antonia (My Antonia) (Geber, 1939)
- Emma Bugbee: Peggy blir journalist (Peggy covers the news) (B. Wahlström, 1939)
- L. M. Montgomery: Anne på Gröntorpa (Anne of Green Gables) (B. Wahlström, 1941)
- Susan Coolidge: Clover (Clover) (B. Wahlström, 1941)
- Frederick Marryat: Barnen i Nya skogen (The children of the New Forest) (B. Wahlström, 1944)
- Frances Hodgson Burnett: Den hemlighetsfulla trädgården (The secret garden) (B. Wahlström, 1952)
- Niels Meyn: Boomer, den stora kängurun (Boomer, den store kænguruh) (B. Wahlström, 1953)
- Evi Bøgenæs: För ung (For ung) (B. Wahlström, 1953)
- Guy de Maupassant: Kärleksgåvan och andra noveller (B. Wahlström, 1954)
- James Hilton: Hemlig kärlek (The silver flame) (B. Wahlström, 1954)
- C. S. Lewis: Lidandets problem (The problem of pain) (Gleerup, 1955)
- W. Somerset Maugham: Hjälten (The hero) (B. Wahlström, 1956)
- John M. Allegro: Dödahavsrullarna: skriftfynden som kastat nytt ljus över Bibeln (The Dead Sea scrolls) (Bonnier, 1956)
- Erich Tylínek och Otakar Stěpánek: Zoo: bilder från en zoologisk trädgård (Parnass, cop. 1958)
- Enid Blyton: De fyra och Lizzie finner sin väg (House-at-the-corner) (Parnass, 1959)
- Poul Borchsenius: Seger trots allt: ur antisemitismens historia (Gummesson, 1961)
- Jean-Marie Gustave Le Clézio: Rapport om Adam (Le procès-verbal) (Geber, 1964)
- George Woodcock: Anarkismen (Anarchism) (Prisma, 1964)
- Bröderna Grimm: De tappra stadsmusikanterna (Die Bremer Stadtsmusikanten) (Parnass, 1966)